# Štipina
Štipina (en serbe cyrillique : Штипина) est un village de Serbie situé dans la municipalité de Knjaževac, district de Zaječar. Au recensement de 2011, il comptait 442 habitants.

## Démographie
| 1948 | 1953 | 1961 | 1971 | 1981 | 1991 | 2002 | 2011 |
| ---- | ---- | ---- | ---- | ---- | ---- | ---- | ---- |
| 643  | 651  | 600  | 653  | 644  | 615  | 531  | 442  |

|  |